# Parti social-démocrate unifié de Russie
Le Parti social-démocrate unifié de Russie (ROSDP) est un parti politique créé par Mikhaïl Gorbatchev le 11 mars 2000, dans le but d'unir et d'associer les forces sociales-démocrates russes au sein d'une organisation politique unifiée.
Des représentants de plusieurs mouvements et partis politiques russes ont rejoint cette initiative à sa création. Au moment de la création du parti, plus de 9 000 personnes dans 70 régions de Russie se sont déclarées membres.

## Historique
L'initiative de créer un parti social-démocrate unifié est née à l'automne 1999, lorsque les participants du 3e Congrès des forces sociales-démocrates en Russie ont approché Mikhaïl Gorbatchev avec une proposition de diriger le processus de consolidation des sociaux-démocrates en Russie. Le ROSDP se considérait officieusement comme le successeur des mencheviks pré-révolutionnaires.

### 1er Congrès du Parti social-démocrate unifié de Russie
Lors du congrès, Gorbatchev est élu président du parti. En outre, une résolution sur la Tchétchénie a été adoptée, exigeant une solution pacifique au problème tchétchène.
Un délégué sur quatre au 1er Congrès du ROSDP était un jeune, ce qui a permis de commencer immédiatement à créer une organisation de jeunesse du parti.
L’Internationale socialiste a salué la création d’un grand parti social-démocrate en Russie. De nombreux partis sociaux-démocrates d'Europe, dont le chancelier allemand Gerhard Schröder, ont salué le congrès fondateur du ROSDP.
La direction du ROSDP comprenait des représentants de plusieurs mouvements politiques russes. Le ROSDP s'est déclaré héritier des traditions du Parti ouvrier social-démocrate russe RSDLP (mencheviks). Le ROSDP s’est prononcé contre « le fondamentalisme libéral, dont la mise en œuvre au cours des dix dernières années a conduit le pays au déclin », et contre la stratégie de modernisation de rattrapage de la Russie.

### IIe Congrès du Parti social-démocrate unifié de Russie
Le 9 décembre 2000, s'est tenu le 2e Congrès du ROSDP, au cours duquel la déclaration du programme du ROSDP a été adoptée, la composition du Conseil du ROSDP (il comprenait les chefs des 75 branches régionales), le Conseil public du ROSDP et le Conseil public d'experts scientifiques ont été approuvés. Il a également été décidé de « lancer une pétition pour l’admission du ROSDP à l’Internationale socialiste ». Une résolution a été adoptée sur l’attitude à l’égard du problème du Code du travail (en soutien au projet proposé par la Fédération des syndicats indépendants de Russie). En outre, la création d’une organisation de jeunesse sociale-démocrate a été évoquée. M. Gorbatchev déclare à cette occasion, une phrase devenue célèbre qu'il avait déjà formulé à Iouri Andropov par le passé :
« Nous sommes un pays de forêts, et il n'y a pas de forêt sans sous-bois. La forêt s'assèche, et le sous-bois la remplace. »
Le lendemain, le 10 décembre 2000, a eu lieu le congrès fondateur de l'Union sociale-démocrate de la jeunesse russe, qui est devenue l'organisation de jeunesse du ROSDP. Contrairement au parti auquel il était affilié à l’origine, le RSDSM continue d'exister désormais et se développe avec succès.

### IIIe Congrès du Parti social-démocrate unifié de Russie
Le 23 novembre 2001 a eu lieu le 3ème Congrès du ROSDP, qui a décidé de s'unir au Parti social-démocrate russe. Le congrès fondateur de celui-ci se tient le lendemain.

## Programme initial
Le 11 décembre 2000, à la suite de la tenue de son deuxième congrès, le Parti adopte son texte programmatique. Les principaux points sont les suivants
1. Valeurs et principes
- Valeurs fondamentales : La ROSDP s'aligne sur les valeurs de la social-démocratie européenne, avec un accent sur la liberté, la justice et la solidarité.
- Cible sociale : Le parti cible principalement la classe moyenne, incluant les scientifiques, enseignants, médecins, fonctionnaires, et autres professionnels.
- Droits et libertés : Le parti défend les droits à l'éducation gratuite, aux soins médicaux, à l'emploi, et à la protection sociale.

2. Diagnostic de la situation russe
- Crise systémique : La Russie est décrite comme étant en crise, avec des problèmes économiques, sociaux et politiques profonds.
- Problèmes sociaux : Insuffisance des systèmes de santé, d'éducation, et de protection sociale, ainsi qu'une forte corruption et une justice inefficace.

3. Propositions et solutions
- Investissement humain : Priorité aux investissements dans l'éducation, la santé, et les programmes sociaux.
- Soutien aux entreprises : Encouragement des petites et moyennes entreprises, et soutien à l'innovation et à la technologie.
- Réforme économique : Transition vers une économie de marché équilibrée, avec des mesures pour réduire la pauvreté et le chômage.
- Protection de l'environnement : Engagement pour une politique environnementale stricte et transparente.

4. Réformes politiques et sociales
- Renforcement de la démocratie : Promotion des institutions démocratiques, de la décentralisation, et de la participation citoyenne.
- Justice et sécurité : Réforme du système judiciaire pour garantir son indépendance et son efficacité.
- Politique étrangère : Engagement pour une politique étrangère pacifique et coopérative